# إريك براينت (لاعب كريكت)
اريك براينت (2 يونيو 1936 في المملكة المتحدة - 28 نوفمبر 1999 في المملكة المتحدة) (بالإنجليزية: Eric Bryant)‏ هو لاعب كريكت بريطاني. لعب مع نادي مقاطعة سومرست للكريكت ‏.